# 1938 في المملكة المتحدة
فيما يلي قوائم الأحداث التي وقعت خلال عام 1938 في المملكة المتحدة.

## سياسة

### تعيين في المنصب
- 21 فبراير – إدوارد وود وزير الدولة للشؤون الخارجية وشؤون الكومنولث [الإنجليزية]‏.
- 16 مايو – هوارد كينغسلي وود Secretary of State for Air [الإنجليزية]‏.

### انتهاء فترة المنصب
- 21 فبراير – إدوارد وود زعيم مجلس اللوردات [الإنجليزية]‏.
- 16 مايو – هوارد كينغسلي وود Secretary of State for Health and Social Care [الإنجليزية]‏.

## رياضة
- 1 يناير – بطولة ويمبلدون 1938

## ظهور
- 1 يناير – موعد مع الموت كتاب من تأليف أجاثا كريستي.

## أفلام
من الأفلام التي صدرت هذه السنة في المملكة المتحدة:
- 1 يناير – القلعة من إخراج كينج فيدور.
- 1 يناير – بجماليون من إخراج ليزلي هوارد، Anthony Asquith [الإنجليزية]‏.

## كتب
من الكتب التي صدرت هذه السنة في المملكة المتحدة:
- 1 يناير – ريبيكا من تأليف دافني دو مورييه.
- 25 أبريل – الحنين إلى كاتالونيا من تأليف جورج أورويل.
- 2 مايو – موعد مع الموت من تأليف أجاثا كريستي.

## مواليد

### يناير
- 1 يناير – آرثر توماس لاعب كرة قدم أيرلندي.
- 11 يناير – فرد جونز
- 18 يناير – أنتوني غيدنز عالم اجتماع بريطاني.

### فبراير
- 13 فبراير – أوليفر ريد ممثل إنجليزي.
- 28 فبراير – تيرينس سبينكس ملاكم من المملكة المتحدة.

### مارس
- 16 مارس – راي بيكريل متسابق دراجات نارية من المملكة المتحدة.
- 24 مارس – أيان هاملتون كاتب بريطاني.
- 24 مارس – ديفيد إيرفينغ
- 26 مارس – أنطوني ليجت فيزيائي بريطاني.

### أبريل
- 6 أبريل – باول دانيلز

### مايو
- 19 مايو – بريان مارشال ممثل أسترالي.
- 22 مايو – جون نولان ممثل بريطاني.
- 25 مايو – مارغريت فورستر كاتبة بريطانية.

### يونيو
- 3 يونيو – ألان وليامز لاعب كرة قدم إنجليزي.
- 24 يونيو – سلطان الراعي ممثل باكستاني.

### يوليو
- 4 يوليو – ستيفن روز
- 18 يوليو – جون كونيلي لاعب كرة قدم إنجليزي.
- 18 يوليو – لورنا كاسيلتون عالمة وراثة من المملكة المتحدة.
- 20 يوليو – روجر هنت لاعب كرة قدم إنجليزي.
- 22 يوليو – تيرينس ستامب ممثل بريطاني.

### أغسطس
- 8 أغسطس – جاك إدوارد بالدوين كيميائي بريطاني.
- 28 أغسطس – ديك كريث
- 29 أغسطس – جيري بيرن لاعب كرة قدم إنجليزي.
- 30 أغسطس – كلايف أنطوني ستاس عالم نبات بريطاني.

### سبتمبر
- 13 سبتمبر – جون سميث زعيم حزب العمال من اسكتلندا.
- 16 سبتمبر – إدوارد جورج

### أكتوبر
- 3 أكتوبر – ديفيد هارت دايك
- 7 أكتوبر – آن جونز
- 22 أكتوبر – ديريك جاكوبي
- 24 أكتوبر – مايكل غرايدون

### ديسمبر
- 4 ديسمبر – ريتشارد ميد

## وفيات

### مارس
- 28 مارس – فرانك جوردن (مواليد 1883) لاعب كرة قدم إنجليزي.

### يوليو
- 18 يوليو – ماريا ملكة رومانيا (مواليد 1875)
- 23 يوليو – إرنست ويليام براون (مواليد 1866)

### سبتمبر
- 12 سبتمبر – آرثر أمير كونوت (مواليد 1883) سياسي من المملكة المتحدة.

### أكتوبر
- 3 أكتوبر – أوليفيا شكسبير (مواليد 1863) كاتبة بريطانية.
- 21 أكتوبر – جون جريفيث (مواليد 1848)
- 27 أكتوبر – لاسيلس أبركرمبي (مواليد 1881)

### نوفمبر
- 11 نوفمبر – ماري مالون (مواليد 1869)
- 20 نوفمبر – مود ويلز (مواليد 1869)